# Horacio Xaubet
Horacio Xaubet (* 24. Januar 1948 in Montevideo, Uruguay) ist ein uruguayischer literarischer Essayist und Dozent.
Xaubet, der seit 1967, als er mit seinen Eltern nach San Francisco auswanderte, in den USA lebt, ist als Associate Professor für Spanisch an der North Carolina Central University beschäftigt.
Er absolvierte ein Musik-, Literatur- und Spanisch-Studium an der San Francisco State University, das er 1976 mit dem Master of Arts abschloss. 1992 promovierte er an der University of California, Berkeley in Romanischen Sprachen und Literatur.
Später war er Dozent an mehreren nordamerikanischen Universitäten. Dazu zählten beispielsweise die Washington University, die University of Nebraska-Lincoln und die Binghamton University in New York. Xaubet hat als Essayist insbesondere in der Encyclopedia of World Literature - Vol.5, aber auch in anderen Literatur-Zeitschriften veröffentlicht. 1995 erschien sein Buch Desde el fondo de un espejo: autobiografía y metaficción en tres relatos de Felisberto Hernández beim Verlag Linardi y Risso. Für das Jahr 2002 ist die Mitarbeit bei der uruguayischen Zeitschrift Hermes Criollo verzeichnet. 2005 publizierte er seinen Gedichtband Hacia la noche va avanzando tristemente el día bei Artefato.

## Veröffentlichungen (Auszug)
- 1992: Desde el fondo de un espejo: autobiografía y metaficción en tres relatos de Felisberto Hernández
- 2005: Hacia la noche va avanzando tristemente el día (Gedichtband)